# Hôpital Bretonneau

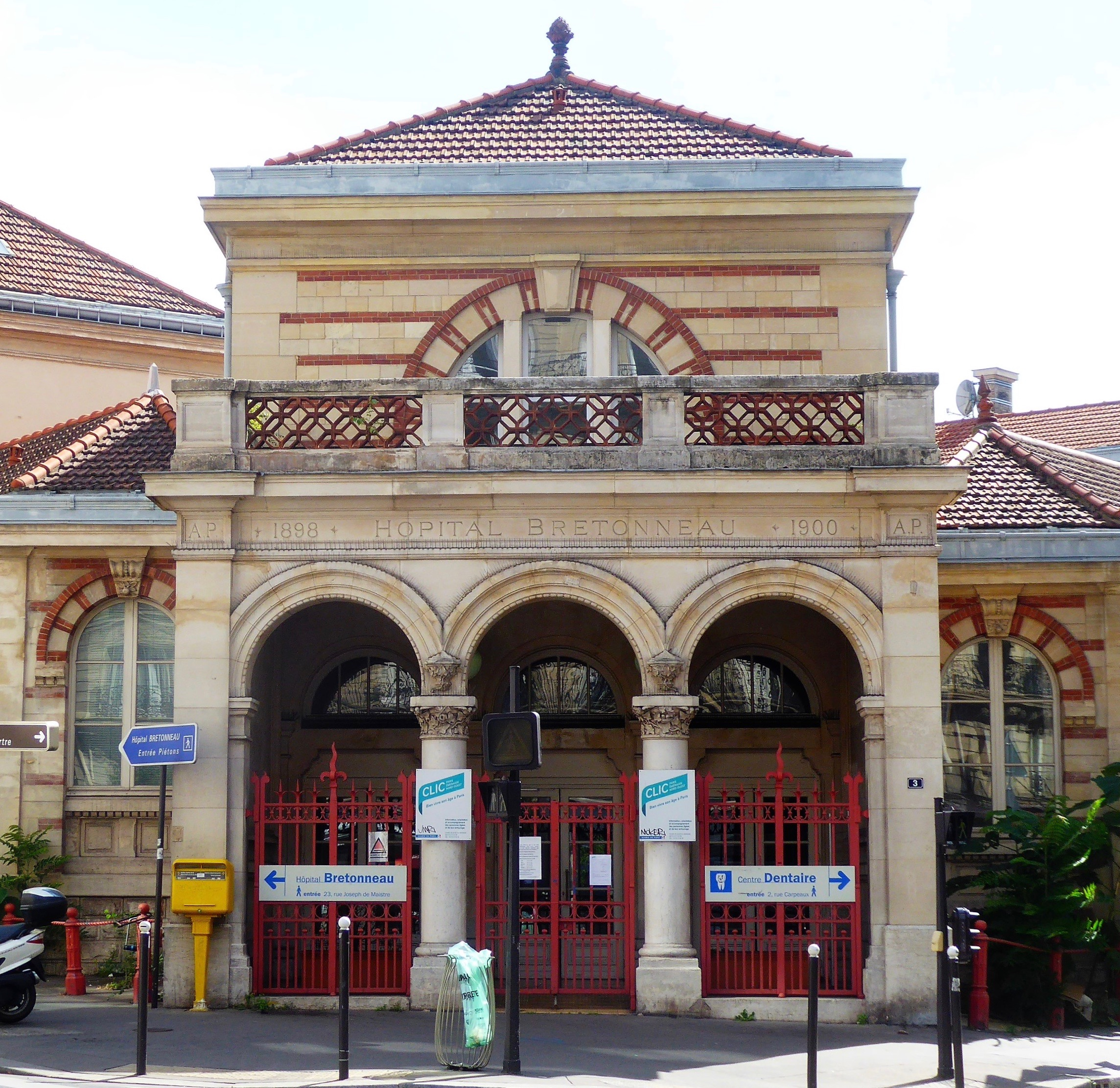
Hôpital Bretonneau

Das Hôpital Bretonneau ist ein Krankenhaus der Assistance publique – Hôpitaux de Paris (AP-HP) im 18. Arrondissement von Paris, an der Kreuzung der Rue Carpeaux und der Rue Joseph-de-Maistre.
Es wurde vom Architekten Paul Héneux (1844–1909) entworfen.
Dieses Krankenhaus, das den Namen von Pierre Bretonneau trug, einem französischen Arzt aus dem frühen 19. Jahrhundert, bot pädiatrische Versorgung an.
Es wurde Ende der 1980er Jahre geschlossen, um mit dem Hôpital Hérold zu fusionieren. Aus dieser Fusion entstand das Hôpital Robert-Debré im 19. Arrondissement, das 1988 seine Pforten öffnete. Nach seiner Schließung wurde das Krankenhaus zu einem künstlerisch besetzten Haus, das von 1990 bis 1995 offiziell gegründet wurde und den Namen Hôpital éphémère trug.
Das Krankenhaus Bretonneau im 18. Arrondissement ist seit 2001 ein Krankenhaus für ältere Menschen. 2006 eröffnete es in einem komplett renovierten Gebäude ein Dentalzentrum mit 42 Plätzen.

## Gerontologie
Das Hôpital Bretonneau ist für ältere Menschen bestimmt und bot 2014 201 Krankenhausbetten und 35 Tagesklinikplätze und beschäftigte 527 Personen, 171 Mediziner und 356 Pflegekräfte.
Davon waren 35 geriatrische Kurzzeitbetten, eine Palliativstation mit 9 Betten, 91 Nachsorge- und Rehabilitationsbetten, 75 Pflegebetten und eine Tagesklinik mit fünf Begutachtungs- und Begutachtungsplätzen und 20 Nachsorge- und Rehabilitationsplätzen. Die Tagesklinik arbeitet eng mit der Gedächtnissprechstunde zusammen.
Diese Betten sind in drei Strukturen unterteilt, die unterschiedlichen Pflegepfaden entsprechen: eine geriatrische Abteilung, die die Notfallversorgung und die Behandlung altersbedingter Polypathologien sicherstellt, einschließlich einer Abteilung, die auf die Behandlung von Schlaganfällen ausgerichtet ist; die Abteilung Psychogeriatrie betreut Patienten mit Verhaltensstörungen in allen Stadien der Entstehung dieser Krankheiten. Dieser Dienst verfügt über eine kognitive Verhaltenseinheit (UCC) und eine verstärkte Unterkunftseinheit (UHR).
Das Tageskrankenhaus vervollständigt das Versorgungsangebot, indem es die Nachsorge nach dem Krankenhausaufenthalt erleichtert und es ermöglicht, den Krankenhausaufenthalt durch die ambulante Behandlung bestimmter Pathologien zu verzögern. Die Betten sind in 14 Haushalte mit 15 Personen aufgeteilt, deren Größe es ermöglicht, Verbindungen und ein soziales Leben rund um die Hausherrin wiederherzustellen, deren Aufgabe es ist, die Mahlzeiten zuzubereiten, die Unterhaltung zu begleiten und sich um die zu kümmern Dekoration der Orte. Das Hôpital Bretonneau hat einen Einzelzimmeranteil von 90 %. Auch die externen Sprechstunden stellen eine geriatrische Spezialität dar, insbesondere eine Gedächtnissprechstunde.
Das Hôpital Bretonneau hat in Zusammenarbeit mit dem PPE-CLIC eine Bewertung und Beratung in Gerontologie, Psychiatrie, Krankenpflege, Ergotherapie und Psychologie für etwa zwanzig EHPADs entwickelt, die durch Vereinbarung verbunden sind, und geriatrische Bewertungen zu Hause. Das Krankenhaus bietet Unterstützung für natürliche und professionelle Pflegekräfte durch Schulungen und Workshops, die im CEGVH organisiert werden. Das PPE-CLIC des Arrondissements, das in seinen Mauern untergebracht ist, leitet ein aktives Netzwerk älterer Menschen und bietet Schulungen, Informationen und Präventionsmaßnahmen für Menschen, die zu Hause leben und über 65 Jahre alt sind.
Zu Beginn des 21. Jahrhunderts wurde es von der Organisation Assistance Publique-Hôpitaux de Paris in die Gruppe der „Universitätskliniken Paris Nord Val de Seine“ aufgenommen.

## Zahnheilkunde
Das Dentalzentrum mit 42 Plätzen bietet alle Behandlungen im oralen Bereich an.